# Arroyo Spuyten Duyvil

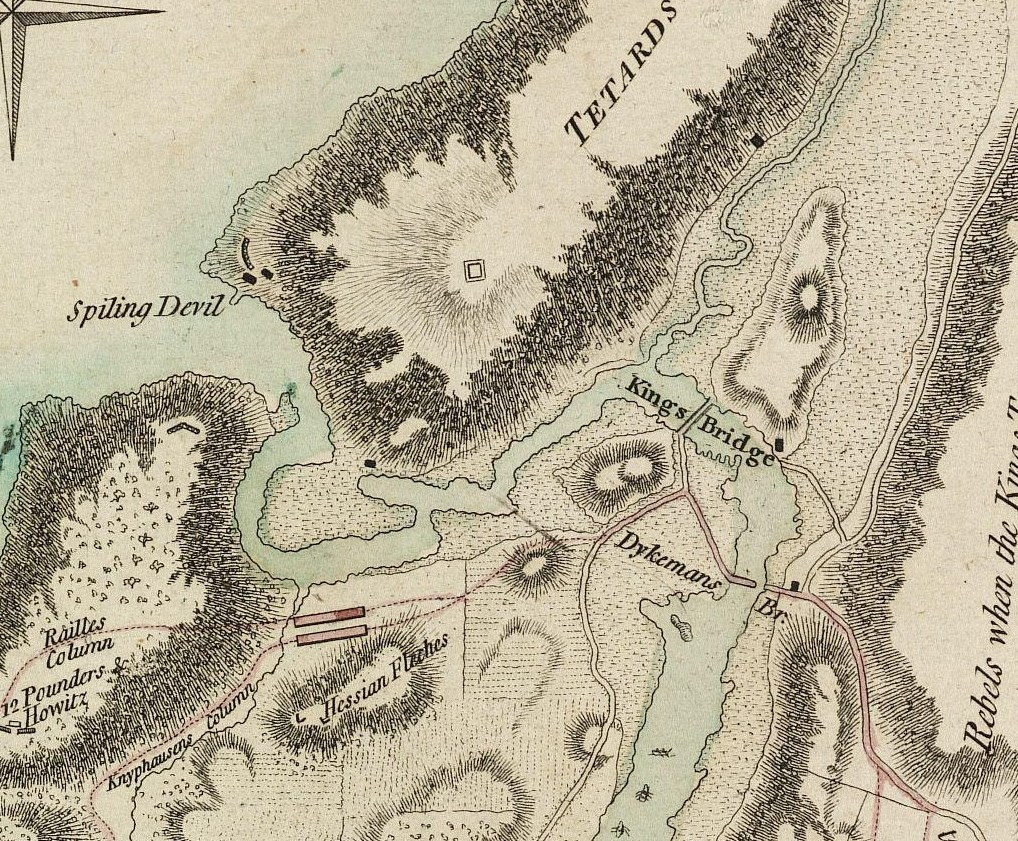
Spuyten Duyvil Creek, King's Bridge y el área de Marble Hill, mapa militar de 1777

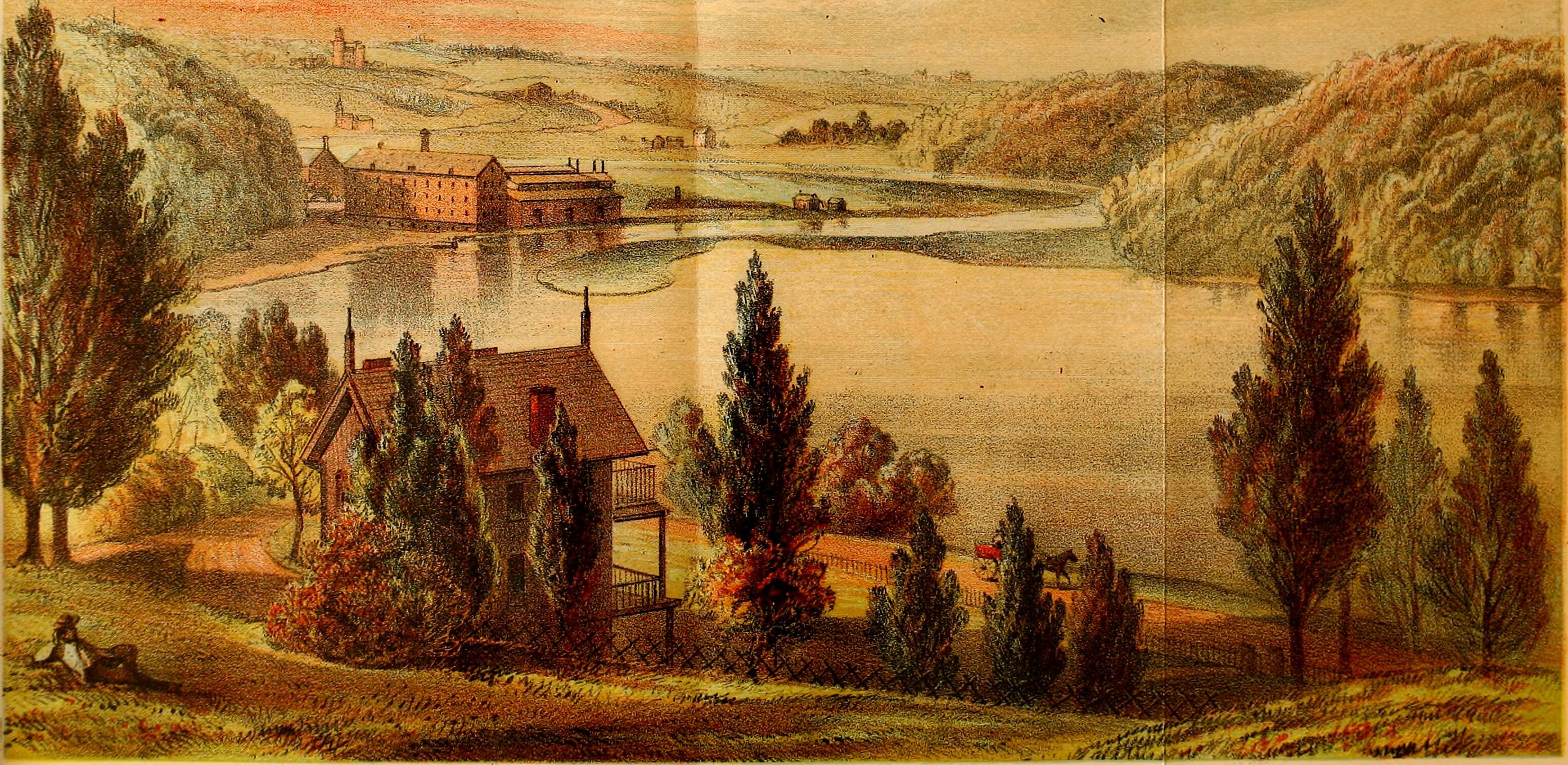
El área en 1842

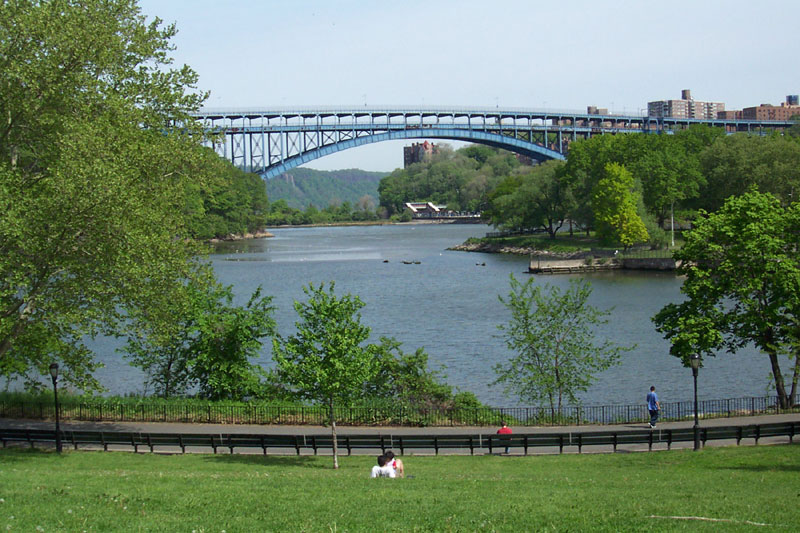
Lo que era un meandro del sur de Spuyten Duyvil Creek es ahora una bahía en Inwood Park.

El arroyo Spuyten Duyvil (en inglés, Spuyten Duyvil Creek) es un estuario de marea situado en la ciudad de Nueva York (Estados Unidos). En su corto recorrido, conecta el río Hudson con el canal de navegación del río Harlem y luego con el río Harlem. La confluencia de los tres cuerpos de agua separa la isla de Manhattan del Bronx y por lo tanto del resto del continente. Hasta el siglo XX fue una vía fluvial distinta y turbulenta entre los ríos Hudson y Harlem. En los años 1920 fue subsumido por el canal de navegación moderno. El vecindario de Bronx de Spuyten Duyvil se encuentra al norte del arroyo, y el vecindario adyacente de Manhattan es Marble Hill .

## Etimología
El primer uso del nombre "Spuyten Duyvil" fue en 1653, en un documento del terrateniente holandés Adriaen van der Donck a la Compañía Holandesa de las Indias Occidentales. Puede traducirse literalmente como "Spouting Devil" o Spuitende Duivel en holandés; una referencia a las fuertes y salvajes corrientes de marea que se encuentran en ese lugar. También puede traducirse como "Spewing Devil" o "Spinning Devil", o más vagamente como "Devil's Whirlpool" o "Devil's Spate". Spui es una palabra holandesa que implica salidas de agua. El historiador Reginald Pelham Bolton, sin embargo, argumenta que la frase significa "prado que brota", refiriéndose a un manantial de agua dulce. Una etimología popular, "a pesar del diablo" o "a pesar del diablo", fue popularizada por una historia en A Knickerbocker's History of New York de Washington Irving publicada en 1809. Ambientada en el siglo XVII, la historia cuenta que el trompetista Anthony Van Corlaer fue convocado por el gobernador colonial holandés Peter Stuyvesant para advertir a los colonos de un intento de invasión británica, con Corlaer intentando cruzar a nado el arroyo en condiciones traicioneras.
Los nativos lenape se refirieron al arroyo con varios nombres. El primero fue Shorakapok o Shorackhappok, traducido como “lugar para sentarse” o “lugar entre las crestas”. Un segundo término, deletreado de varias maneras, incluido Paparinemo o Papiriniman, se compartió con una isla triangular formada por el cruce del arroyo y el riachuelo Tibbetts en el vecindario actual de Kingsbridge. La palabra se ha traducido como "lugar donde se cierra el arroyo" o "parcelar" o "dividir". También se utilizó un tercer nombre, Muscoota.

## Historia

### Historia temprana
El arroyo Spuyten Duyvil era originalmente un estrecho mareal que conectaba el río Hudson al oeste y las cabeceras del río Harlem al este; lo alimentaba las aguas del riachuelo Tibbetts, que fluye hacia el sur desde el Bronx. Los colonos holandeses describieron sus aguas como turbulentas y difíciles de navegar. Aunque sus mareas corrían, no había ningún curso de agua navegable que lo uniera con las cabeceras del río Harlem, que fluía en un curso en forma de "S" al suroeste y luego al norte hacia el Río Este. Los acantilados en la desembocadura en el río Hudson impedían cualquier puente en ese lugar, pero río arriba el Spuyten Duyvil se estrechaba en un drenaje rocoso. Antes del desarrollo del Bronx, recibía las aguas del riachuelo Tibbetts, que nace en Yonkers y desembocaba en el Spuyten Duyvil en la moderna calle 230 Oeste. El arroyo actualmente termina dentro del parque Van Cortlandt, y desemboca en el sistema subterráneo del río Harlem en la planta de control de la contaminación del agua de las islas Wards.
Durante el siglo XVII, el único modo de transporte a través del río Harlem era el ferry desde el extremo este de la calle 125. El ferry se fundó en 1667 y lo operaba Johannes Verveelen, un terrateniente local. Muchos colonos sortearon el peaje del ferry cruzando el arroyo desde el norte de Marble Hill hasta la moderna Kingsbridge, en El Bronx, un punto donde era factible vadear o nadar a través de las aguas. Esta área se conocía como el "lugar de vadeo" y anteriormente había sido utilizada por los nativos lenape. Verveelen hizo cercar el arroyo en el lugar de vadeo, esta fue derribada. En 1669, Verveelen trasplantó su ferry al extremo norte de Marble Hill, en la actual Broadway con la calle 231 Oeste.
En 1693, Frederick Philipse, un noble holandés que había jurado lealtad a la corona tras la toma de posesión británica de los Nuevos Países Bajos, construyó el Puente del Rey en Marble Hill, cerca de lo que ahora es West 230th Street en el Bronx. Philipse era un comerciante en New Amsterdam que había comprado vastas propiedades en el condado de Westchester. Este estableció una plantación y un depósito de aprovisionamiento para su negocio de envío río arriba en el Hudson en la actual Sleepy Hollow. Su puente de peaje proporcionó acceso y abrió su tierra a la colonización. Más tarde, llevó el Boston Post Road. En 1758, Jacob Dyckman erigió el Puente Libre, que se inauguró el 1 de enero de 1759. Más tarde se estableció el servicio de diligencias en todo el tramo. El nuevo puente procedió a eliminar gran parte del tráfico del Puente del Rey. El Puente Libre fue destruido durante la Revolución de las Trece Colonias. Tras la guerra, Philipse Manor pasó a manos de la legislatura estatal, después de lo cual el Puente del Rey quedó libre.

### Canal de navegación del río Harlem
Con el tiempo, los canales de los ríos Spuyten Duyvil y Harlem se unieron y ensancharon y se construyeron puentes adicionales, pero el tránsito marítimo seguía siendo difícil y estaba limitado a embarcaciones de poco calado. En 1817, se cavó un canal estrecho a través del extremo sur de Marble Hill hacia la calle 222, conocido como "Canal de Boltons" o "Canal de Dyckman".
Con la finalización del Canal Erie en 1825, y la llegada de los grandes barcos de vapor en la segunda mitad del siglo XIX, se propuso un amplio canal de navegación entre los ríos Harlem y Hudson para permitirles el tránsito sin tener que seguir los meandros de Marble Hill. La Harlem Canal Company (entonces estilizada como la "Harlaem Canal Company") se fundó en 1826, pero no avanzó en la construcción de un canal. Una segunda empresa tampoco pudo completar el proyecto. En 1863 se creó la Hudson and Harlem River Canal Company y comenzaron los planes finales para el canal. El Congreso rompió el atasco en 1873 asignando dinero para un estudio del área relevante, luego de lo cual el estado de Nueva York compró los terrenos y se los entregó al gobierno federal. En 1876, la Legislatura del Estado de Nueva York emitió un decreto para la construcción del canal.
La construcción del canal de navegación del río Harlem (oficialmente el canal de navegación de los Estados Unidos) finalmente comenzó en enero de 1888. El canal tendría 122 m de ancho y tienen una profundidad de 5 m a 5 m Se cortaría directamente a través de la roca de Dyckman's Meadow, haciendo un curso directo hacia el río Hudson. La primera sección del canal, el corte en Marble Hill, se completó en 1895 y se inauguró el 17 de junio de ese año. Se llevaron a cabo varias festividades, incluidos desfiles, para conmemorar la ocasión. En ese momento, el riachuelo Tibbetts se desvió hacia los desagües pluviales debajo de Broadway, y el antiguo derecho de paso se convirtió en Tibbett Avenue.
Se abrió un puente sobre la antigua alineación del arroyo Marble Hill en 1900, que lleva a Broadway. La superestructura del puente fue demolida poco después, con la construcción del metro IRT sobre Broadway en 1904. El efecto de la canalización a través de lo que habían sido las calles 222 y 223 fue aislar físicamente a Marble Hill en el lado del Bronx del nuevo estrecho. En 1914, el lecho del arroyo original se rellenó con rocas de la excavación de los cimientos de Grand Central Terminal durante su construcción; y la isla temporal, que comprende la actual Marble Hill, se unió físicamente al Bronx, aunque siguió siendo políticamente parte del distrito de Manhattan, como lo es hoy. El puente que lleva a Broadway sobre la antigua alineación del arroyo en la calle 230 fue destruido a fines de la década de 1920.
En 1919, el estado de Nueva York aprobó un proyecto de ley para enderezar el extremo occidental del arroyo que desemboca en el Hudson. En ese momento, el arroyo se desvió hacia el sur para evitar una península que albergaba la fundición Johnson Iron Works. La fundición resistió hasta 1923 cuando abandonó las instalaciones, y en 1927 recibió 3,28 millones de dólares en compensación, poco más de un tercio de su demanda original de 11,53 millones de dólares. Los planes para excavar el canal se finalizaron en 1935, y el canal se excavó entre 1937 y 1938. El trabajo separó la península de tierra de 13,5 acres de la fundición Johnson del Bronx, que luego fue absorbida por el Inwood Hill Park de Manhattan; la península ahora contiene el Centro de la Naturaleza del parque.
En la actualidad, Spuyten Duyvil Creek, el canal de navegación del río Harlem y el río Harlem forman un canal continuo, al que se hace referencia colectivamente como el río Harlem. El puente de Broadway, una combinación de carretera y vía férrea, continúa uniendo Marble Hill con Manhattan. Hay poca evidencia de que la construcción del Canal de Navegación mejoró el comercio en la ciudad.

## Puentes
Tres puentes cruzan el arroyo Spuyten Duyvil; de oeste a este son:
- El puente Spuyten Duyvil, un puente giratorio ferroviario que transporta el Corredor Empire de Amtrak entre la Estación Pensilvania y Albany. El puente se inauguró en 1900 y lleva una vía de ferrocarril (aunque anteriormente tenía dos vías).[45]
- El puente Henry Hudson, un puente de peaje de arco de acero de dos niveles que lleva el Henry Hudson Parkway (NY 9A). El puente fue propuesto en 1904, pero debido a la oposición de los residentes locales[46][47] solo se completó y abrió en 1936.[45][47]
- Puente de Broadway, un puente de elevación vertical que transporta tráfico de peatones y vehículos utilizando Broadway (U.S. Route 9) en el nivel inferior, y la línea 1 del Metro de Nueva York en el nivel superior.[21] El primer puente se abrió en 1895 y luego se trasladó a la calle 207/Fordham Road en el río Harlem, y se conoció como University Heights Bridge;[48] el puente actual es el tercero construido en el sitio y se inauguró en 1962.[21]